# Clungunford
Clungunford är en ort och en civil parish i Storbritannien.   Den ligger i grevskapet Shropshire i riksdelen England, i den södra delen av landet, 210 km nordväst om huvudstaden London. Clungunford ligger 144 meter över havet och antalet invånare är 316.
Terrängen runt Clungunford är kuperad västerut, men österut är den platt. Runt Clungunford är det ganska tätbefolkat, med 93 invånare per kvadratkilometer. Närmaste större samhälle är Ludlow, 12,1 km öster om Clungunford. Trakten runt Clungunford består till största delen av jordbruksmark.